# Louis XIV et Molière (Gérôme)
Louis XIV et Molière est un tableau réalisé en 1862 par le peintre français Jean-Léon Gérôme. Cette peinture à l'huile sur panneau de bois, de format horizontal de 45,7 par 78,7 cm, représente le roi Louis XIV, roi de France, et Molière prenant le petit-déjeuner dans la chambre du roi au Château de Versailles devant la cour. Le tableau est présenté au salon de peinture de 1863, la même année que Le Prisonnier. Il est acheté, en 1940, pour la bibliothèque de la ville de Malden (Massachusetts).

## Historique
Le sujet est inspiré d’un extrait des mémoires de Mme Campant, publiées en 1823, disant que Molière avait le droit de s’asseoir à table avec la noblesse du fait qu’il avait acquis la charge de valet de chambre du roi. Le roi, pour réprimander sa cour d’y prendre offense, invita donc Molière à sa table et disant « Vous me voyez occupé de faire manger Molière que mes valets de chambre ne trouvent pas d’assez bonne compagnie pour eux. »
Elle fait suite à une toile du même nom d’Ingres.
C’est la première fois que Gérôme peint une scène d’histoire du XVIIe siècle. Elle est suivie la même année par Jean Bart, la Réception du Grand Condé à Versailles en 1878 et Promenade de la Cour dans les jardins de Versailles, présenté au Salon de 1896.
Comme toujours, les œuvres de Gérôme ne laissent pas indifférent : T. Pelloquet en dit que le roi semble trop ordinaire, « sans rien de la dignité que l’histoire lui prête ». Pour Mantz « ce tableau sera, nous l’espérons, sa dernière erreur. Je ne vois pas ce qu’il y a de si risible dans l’aventure. M. Gérôme a mis l’histoire grecque en vaudeville ; qu’il laisse à la nôtre sa gravité ».
Le tableau, grâce à Goupil & Cie, va acquérir une grande renommée. La toile est revendue par Goupil en 1866 pour 31 775 francs et sa réplique autographe pour 20 000 l’année suivante. Sa toile est comparée positivement à l'œuvre de Jacques-Edmond Leman présentée au même salon.

## Description
L’action se situe dans les appartements du roi à Versailles. Au centre de la composition se trouve Louis XIV assis dans un fauteuil en velours rouge avec des accoudoirs dorés. Il est à table devant un repas qu’il partage seulement avec Molière en face de lui sur un tabouret, tenant sa fourchette.
La composition contraste entre, à droite Molière habillé sobrement avec quatre serviteurs derrière lui, et, à gauche, le roi richement vêtu avec, derrière lui, une foule de courtisans dont l’archevêque de Paris dans sa robe ecclésiastique d’un bleu éclatant, ce dernier ne cachant pas son mécontentement.
La signature de l’artiste se trouve en haut à gauche sur la porte : J.L.GEROME. et MDCCCVXII sur deux lignes.
Il existe une étude et une réplique autographe dans des collections particulières.

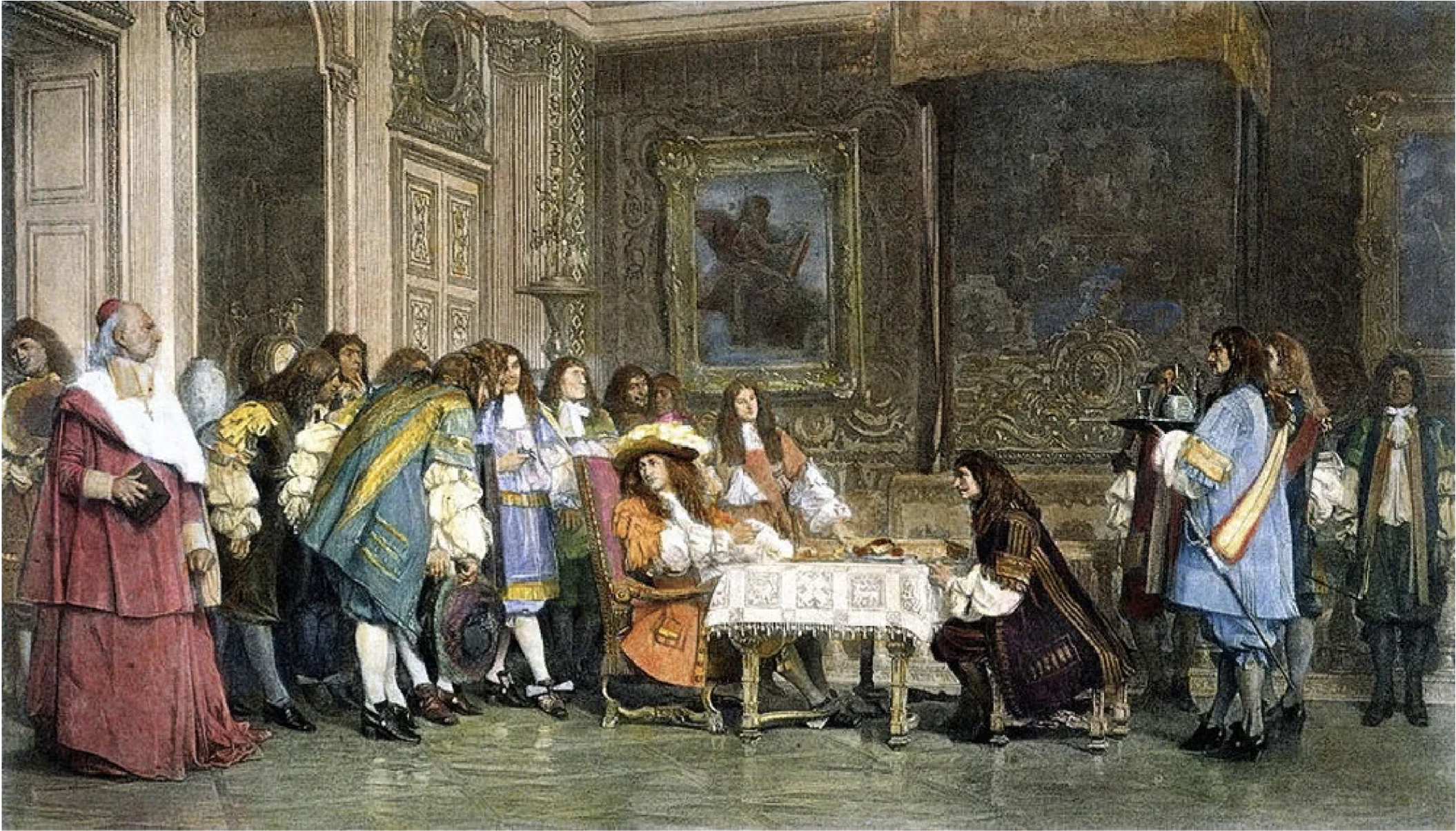
Réplique autographe.
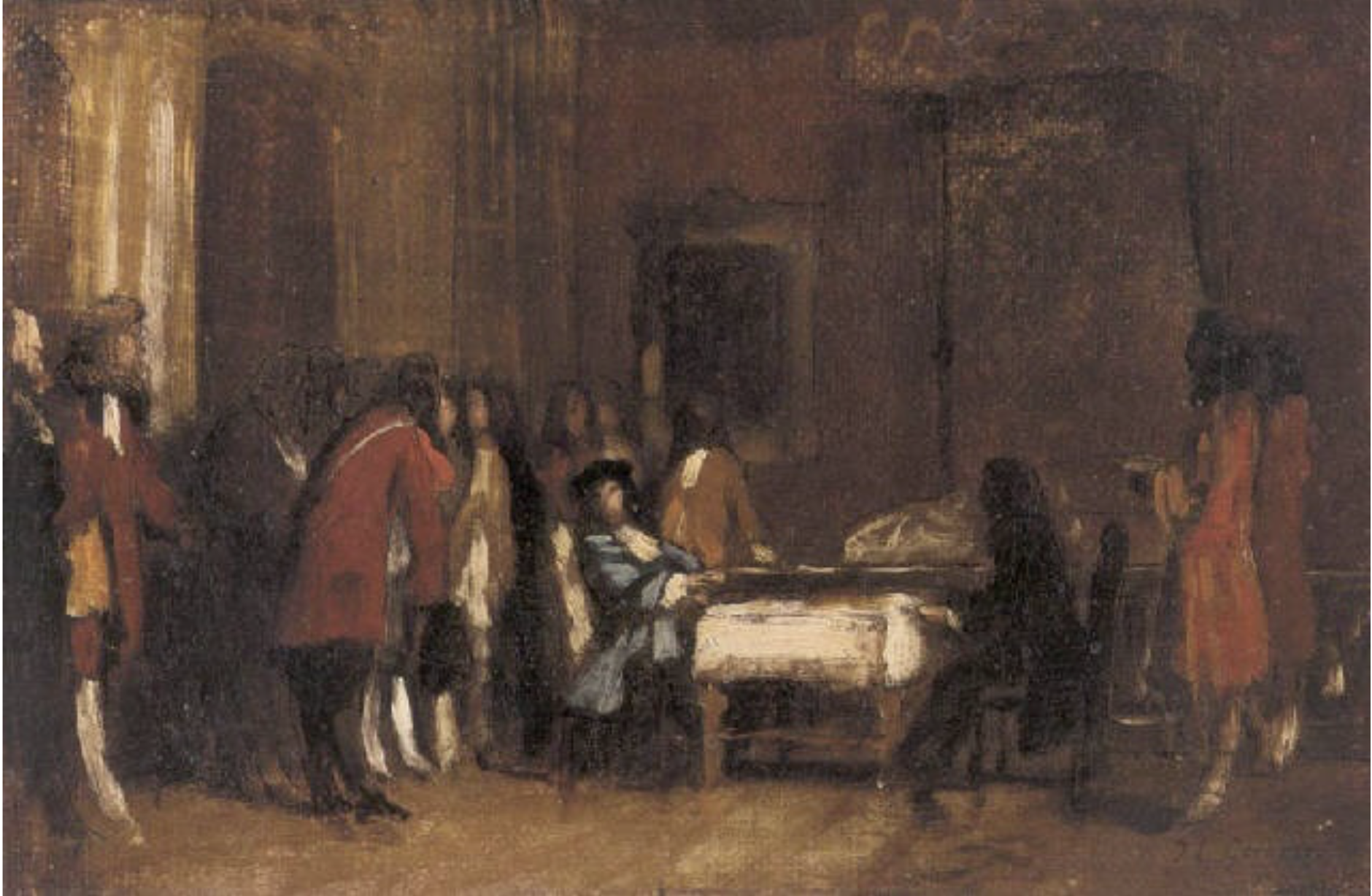
Esquisse.

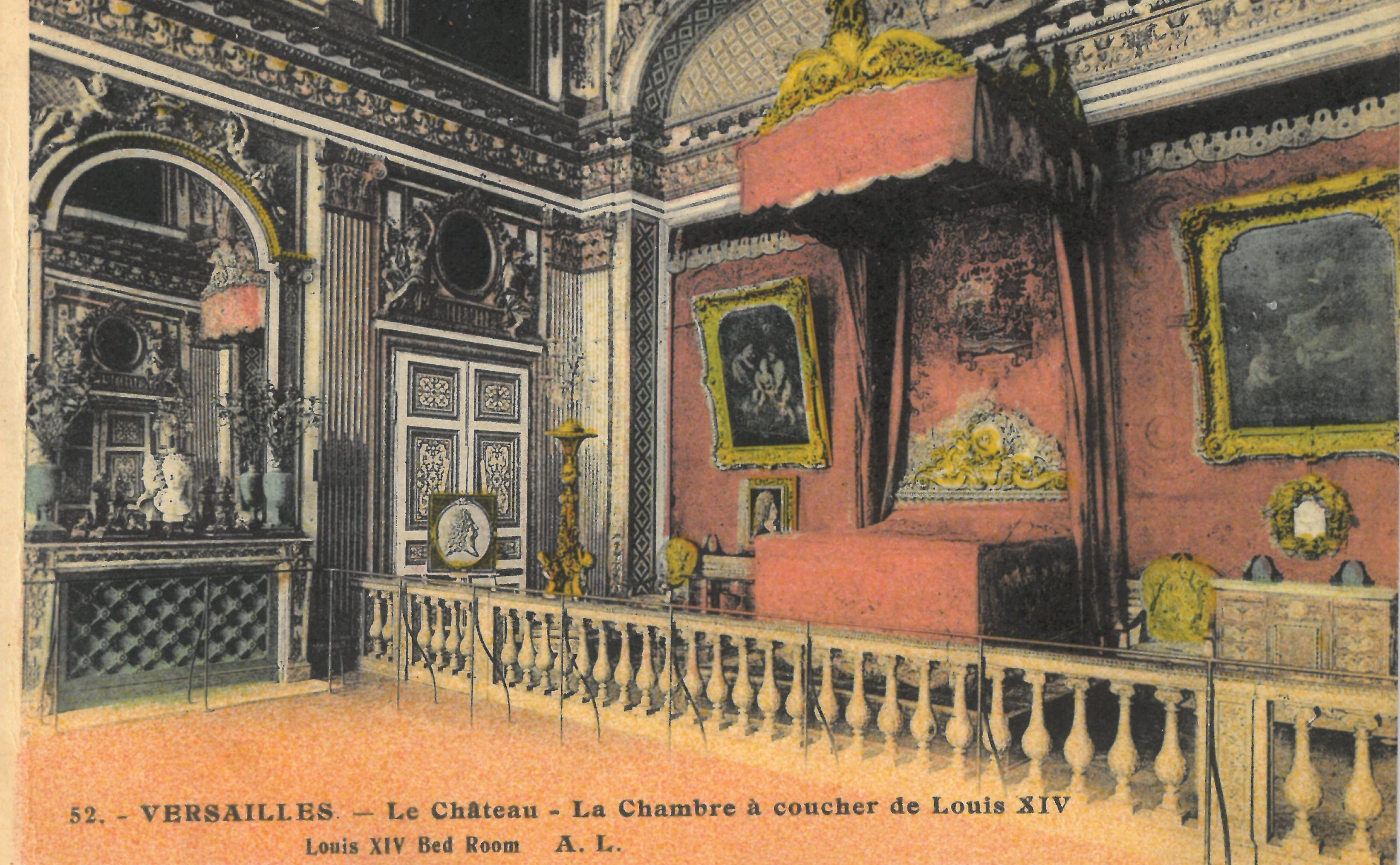
Carte postale de la chambre du roi.
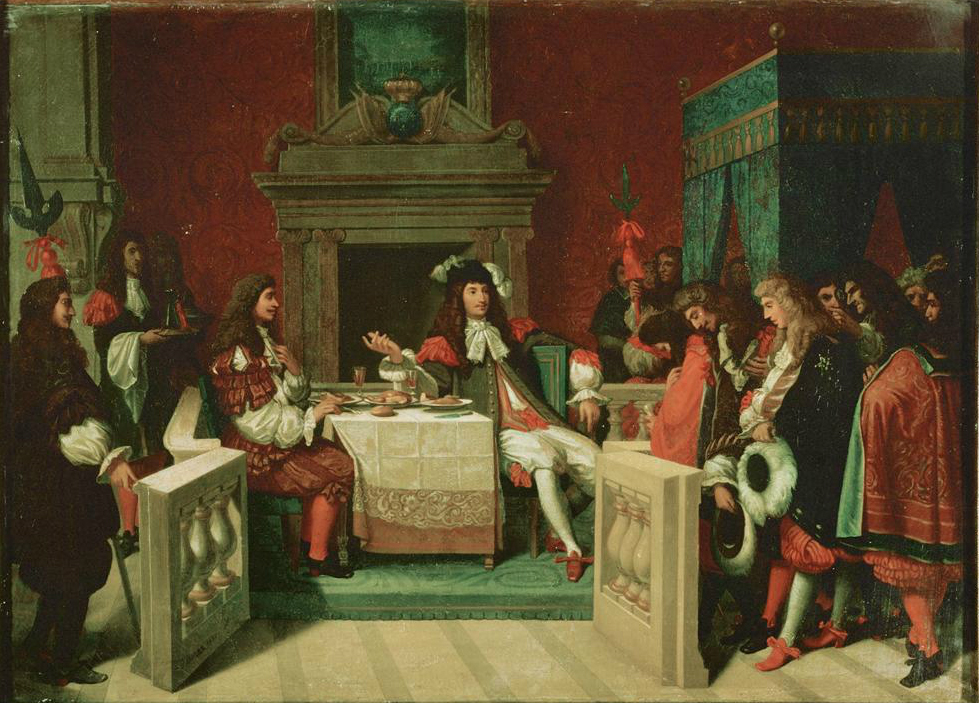
Version d'Ingres de 1837.
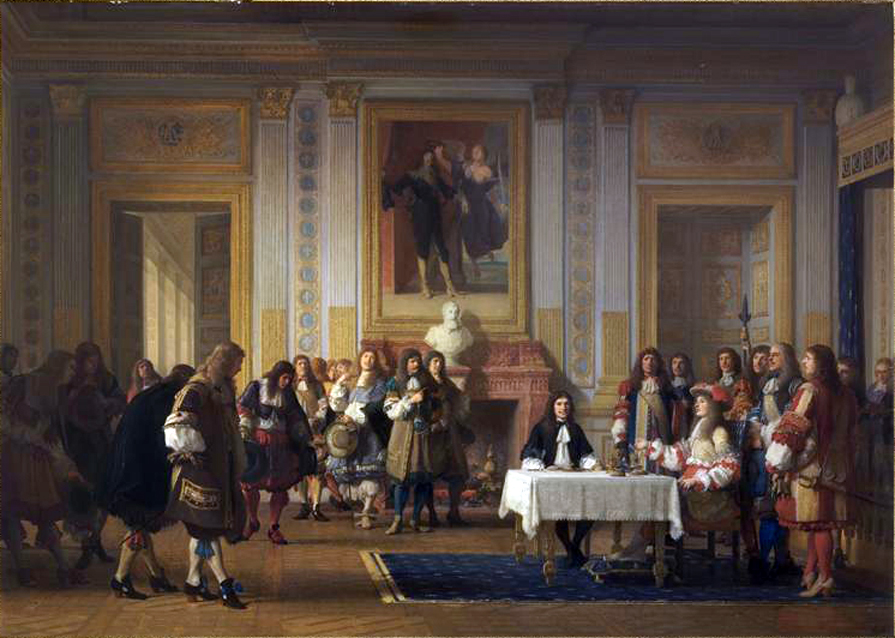
Version de Jean Hégésippe Vetter de 1864.
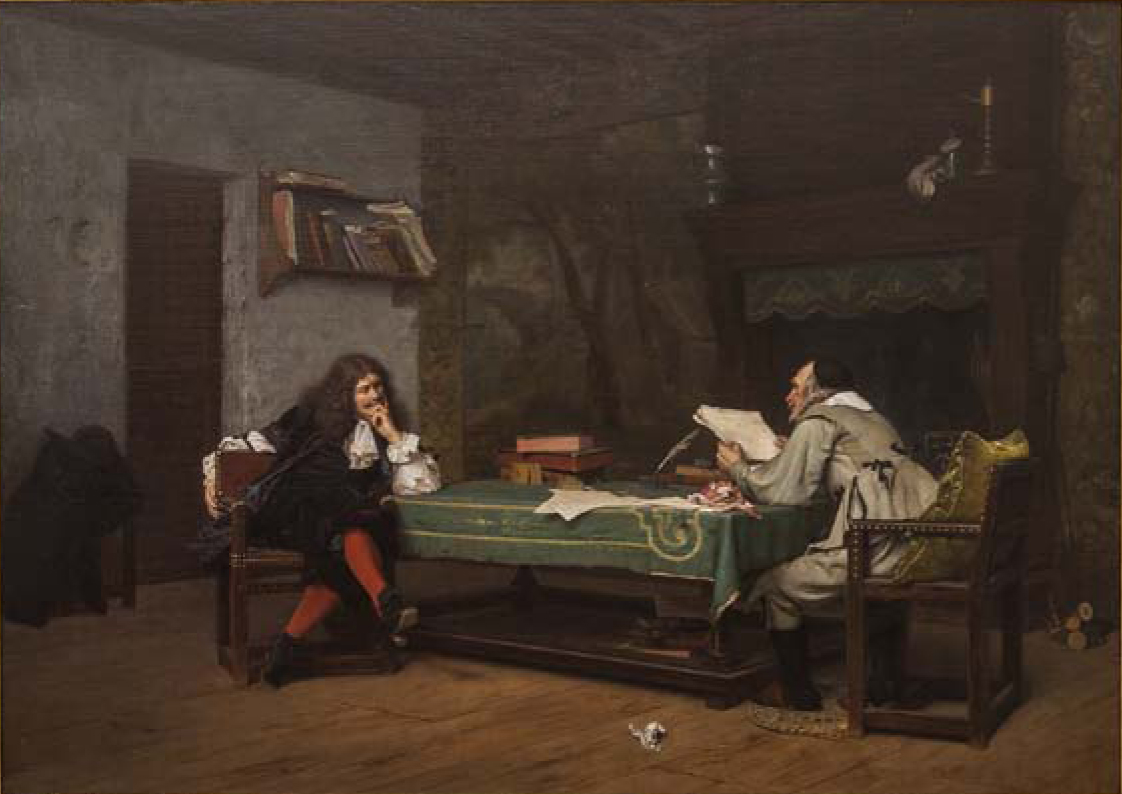
Molière et Corneille par Gérôme.